# Turan Tuzlacık
Turan Tuzlacık (Den Haag, 2 maart 2001) is een Nederlands voetballer van Turkse afkomst die als verdediger voor Go Ahead Eagles speelde.

## Carrière
Turan Tuzlacık speelde in de jeugd van Sparta Rotterdam, waar hij in 2019 eenmaal bij Jong Sparta in de Tweede divisie op de bank zat. Na een jaar bij het onder-21-elftal van De Graafschap, vertrok hij in 2021 naar Go Ahead Eagles onder 21. Na een maand werd hij echter al doorgeschoven naar de eerste selectie van Go Ahead, bij gebrek aan een reservelinksback. Tuzlacık debuteerde in de Eredivisie op 11 september 2021, in de met 5-2 verloren uitwedstrijd tegen SC Cambuur. Hij kwam in de 83e minuut in het veld voor Luuk Brouwers. In oktober 2021 liep hij een zware enkelblessure op, waardoor hij twee maanden uitgeschakeld was.

### Statistieken
| Seizoen                      | Club                  | Land           | Competitie     | Competitie | Competitie | Beker | Beker | Totaal | Totaal |
| Seizoen                      | Club                  | Land           | Competitie     | Wed.       | Dlp.       | Wed.  | Dlp.  | Wed.   | Dlp.   |
| ---------------------------- | --------------------- | -------------- | -------------- | ---------- | ---------- | ----- | ----- | ------ | ------ |
| 2018/19                      | Jong Sparta Rotterdam | Nederland      | Tweede divisie | 0          | 0          | –     | –     | 0      | 0      |
| 2021/22                      | Go Ahead Eagles       | Nederland      | Eredivisie     | 2          | 0          | 0     | 0     | 2      | 0      |
| Carrièretotaal               | Carrièretotaal        | Carrièretotaal | Carrièretotaal | 2          | 0          | 0     | 0     | 2      | 0      |
| Bijgewerkt op 2 januari 2022 |                       |                |                |            |            |       |       |        |        |